# Liste der Straßen in Hamburg-Rönneburg

Lage von Rönneburg in Hamburg und im Bezirk Harburg (hellrot)

Die Liste der Straßen in Hamburg-Rönneburg ist eine Übersicht der im Hamburger Stadtteil Rönneburg vorhandenen Straßen. Sie ist Teil der Liste der Verkehrsflächen in Hamburg.

## Überblick
In Rönneburg (Ortsteilnummer 706) leben 3392 Einwohner (Stand: 31. Dezember 2023) auf 2,4 km². Rönneburg liegt im Postleitzahlenbereich 21079.
In Rönneburg gibt es 41 benannte Verkehrsflächen, darunter eine Themengruppe „Opfer des Nationalsozialismus“ im Westen, die sich nach Langenbek fortsetzt:
Herbert-Thörl-Weg, Horlebuschweg, Johannes-Bremer-Weg und Leiserweg.

## Übersicht der Straßen
Die nachfolgende Tabelle gibt eine Übersicht über alle benannten Verkehrsflächen im Stadtteil sowie einige dazugehörige Informationen. Im Einzelnen sind dies:
- Name/Lage: aktuelle Bezeichnung der Straße. Über den Link (Lage) kann die Straße auf verschiedenen Kartendiensten angezeigt werden. Die Geoposition gibt dabei ungefähr die Mitte an. Bei längeren Straßen, die durch zwei oder mehr Stadtteile führen, kann es daher sein, dass die Koordinate in einem anderen Stadtteil liegt.
- Straßenschlüssel: amtlicher Straßenschlüssel, bestehend aus einem Buchstaben (Anfangsbuchstabe der Straße) und einer dreistelligen Nummer.
- Länge/Maße in Metern:
Hinweis: Die in der Übersicht enthaltenen Längenangaben sind nach mathematischen Regeln auf- oder abgerundete Übersichtswerte, die im Digitalen Atlas Nord[1] mit dem dortigen Maßstab ermittelt wurden. Sie dienen eher Vergleichszwecken und werden, sofern amtliche Werte bekannt sind, ausgetauscht und gesondert gekennzeichnet.
Bei Plätzen sind die Maße in der Form a × b bei rechteckigen Anlagen oder a × b × c bei dreiecksförmigen Anlagen mit a als längster Kante dargestellt.
Der Zusatz (im Stadtteil) gibt an, wie lang die Straße innerhalb des Stadtteils ist, sofern sie durch mehrere Stadtteile verläuft.
- Namensherkunft: Ursprung oder Bezug des Namens.
- Datum der Benennung: Jahr der offiziellen Benennung oder der Ersterwähnung eines Namens, bei Unsicherheiten auch die Angabe eines Zeitraums.
- Anmerkungen: Weitere Informationen bezüglich anliegender Institutionen, der Geschichte der Straße, historischer Bezeichnungen, Baudenkmale usw.
- Bild: Foto der Straße oder eines anliegenden Objektes.

| Name/Lage                                              | Straßen- schlüssel | Länge/Maße (in Metern) | Namensherkunft | Datum der Benennung | Anmerkungen | Bild                                                       |
| ------------------------------------------------------ | ------------------ | ---------------------- | --- | ------------------- | --- | ---------------------------------------------------------- |
| Achterkamp (53° 26′ 20″ N, 10° 0′ 38″ O)               | A015               | 0350                   | alte Flurbezeichnung („hinterm Feld“) | 1927                | | Achterkamp                                                 |
| Am Burgberg (53° 26′ 7″ N, 10° 0′ 17″ O)               | A206               | 0450                   | nach der Lage an der 1233 urkundlich erwähnten Runneborge | 1932                | | Am Burgberg                                                |
| An der Eiche (53° 26′ 5″ N, 10° 0′ 44″ O)              | A397               | 0275                   | nach dem Gehölz „Rönneburger Eiche“ | 1932                | | An der Eiche                                               |
| An der Eisenbahn (53° 26′ 5″ N, 10° 1′ 0″ O)           | A398               | 0600                   | nach der Lage an der Bahnstrecke Wanne-Eickel–Hamburg | 1947                | | An der Eisenbahn                                           |
| Auf den Bengen (53° 25′ 48″ N, 9° 59′ 38″ O)           | A707               | 0235                   | nach einer alten Flurbezeichnung | 2007                | | Auf den Bengen                                             |
| Beim Brinkmannschen Park (53° 26′ 24″ N, 10° 0′ 29″ O) | B893               | 0275                   | in Anlehnung an den nahegelegenen Brinkmannschen Park | 2005                | | Beim Brinckmannschen Park                                  |
| Burggraben (53° 26′ 10″ N, 10° 0′ 22″ O)               | B718               | 0160                   | siehe Am Burgberg | um 1932             | unbeschilderter Waldweg oberhalb der Vogteistraße | Burggraben                                                 |
| Diekdamm (53° 26′ 4″ N, 10° 0′ 17″ O)                  | D094               | 0190                   | nach einer alten Flurbezeichnung (Diek = Teich) | 1932                | | Diekdamm                                                   |
| Eichheister (53° 25′ 37″ N, 10° 0′ 4″ O)               | E066               | 0585                   | nach einem Waldstück im Forst Höpen | 1954                | als „Eichheister“ bezeichnet man jung gepflanzte Eichen | Eichheister                                                |
| Foßholt (53° 25′ 46″ N, 10° 0′ 1″ O)                   | F195               | 0250                   | niederdeutsch Foßholt = Fuchsgehölz | 1950                | | Foßholt                                                    |
| Herbert-Thörl-Weg (53° 25′ 53″ N, 9° 59′ 46″ O)        | H790               | 0085                   | Herbert Thörl (1889–1945), Harburger Fabrikant, Opfer des Nationalsozialismus | 1988                | | Herbert-Thörl-Weg                                          |
| Hilshain (53° 26′ 12″ N, 10° 0′ 0″ O)                  | H433               | 0325 (im Stadtteil)    | nach einem alten Flurnamen | 1932                | 1667 als „vor dem hilligen seine“ bezeichnet, nördliche Straßenhälfte ab Hilshöhe für ca. 25 Meter in Wilstorf, sonst auf Rönneburger Gebiet                      | Hilshain                                                   |
| Hilshöhe (53° 26′ 12″ N, 9° 59′ 53″ O)                 | H434               | 0075 (im Stadtteil)    | siehe Hilshain | 1939                | Straßenfläche komplett in Wilstorf, Grundstücke auf der Ostseite zwischen Hilshain und Hüllbeen in Rönneburg                                                      | Hilshöhe                                                   |
| Holzhäuser (53° 25′ 59″ N, 10° 0′ 9″ O)                | H608               | 0355                   | aus dem Volksmund entstanden, vermutlich waren Häuser aus der Rönneburger Bauernhölzung gemeint                                                                                          | 1932                | | Holzhäuser                                                 |
| Horlebuschweg (53° 26′ 1″ N, 9° 59′ 49″ O)             | H789               | 0075                   | Johannes Horlebusch (1906–1939), Widerstandskämpfer gegen den Nationalsozialismus | 1988                | | Horlebuschweg                                              |
| Hörstener Straße (Lage)                                | H512               | 1150 (im Stadtteil)    | Ortschaft Hörsten in der benachbarten Gemeinde Seevetal | 1889                | Westteil in Harburg, Ostteil in Gut Moor, insbesondere die komplette Straßenfläche; lediglich das Grundstück Nr. 44 befindet sich auf Rönneburger Gebiet          | Hörstener Straße in Höhe Haus Nr. 44 (rechts im Anschnitt) |
| Hüllbeen (53° 26′ 9″ N, 9° 59′ 57″ O)                  | H664               | 0265                   | nach einer alten Flurbezeichnung | 1932                | nördliche Straßenhälfte zwischen Hanhoopsfeld und Hilshöhe in Wilstorf, südliche Hälfte in Langenbek, westlich der Hilshöhe in Rönneburg                          | Hüllbeen                                                   |
| Johannes-Bremer-Weg (53° 26′ 2″ N, 9° 59′ 47″ O)       | J132               | 0125 (im Stadtteil)    | Johannes Bremer (1885–1937), Opfer des Nationalsozialismus | 1988                | westlicher Teil in Langenbek | Johannes-Bremer-Weg                                        |
| Kanzlershof (53° 26′ 31″ N, 10° 0′ 39″ O)              | K062               | 1700                   | nach den Besitzern des Geländes im 17. Jahrhundert, den Kanzlern des Harburger Schlosses                                                                                                 | 1950                | | Kanzlershof                                                |
| Kanzlershofer Weg (53° 26′ 39″ N, 10° 1′ 3″ O)         | K555               | 0135 (im Stadtteil)    | siehe Kanzlershof | 1974                | östlicher Teil ab Bahnbrücke in Gut Moor | Kanzlershofer Weg                                          |
| Kanzlerstraße (53° 26′ 20″ N, 10° 0′ 26″ O)            | K063               | 0515                   | siehe Kanzlershof | 1932                | Westseite des nordöstlichen Teils zwischen Vorderkamp und Radickestraße in Wilstorf                                                                               | Kanzlerstraße                                              |
| Küsterstieg (53° 26′ 17″ N, 10° 0′ 20″ O)              | K447               | 0135                   | in Anlehnung an den Küstersweg | 1952                | | Küsterstieg                                                |
| Küstersweg (53° 26′ 13″ N, 10° 0′ 13″ O)               | K448               | 0580                   | nach dem Grundeigentümer Eduard Küster, der hier eine seit 1836 bestehende Gastwirtschaft betrieb                                                                                        | 1938                | | Küstersweg                                                 |
| Leiserweg (53° 26′ 6″ N, 9° 59′ 48″ O)                 | L379               | 0120 (im Stadtteil)    | Julius und Hedwig Leiser (1876/1879–1941), Opfer des Nationalsozialismus | 1988                | westlicher Teil in Langenbek | Leiserweg                                                  |
| Niedersachsenweg (53° 26′ 18″ N, 10° 0′ 8″ O)          | N107               | 0105                   | frei gewählt durch den Vorbesitzer Heinrich Weselmann | 1934                | ursprünglich als Privatweg angelegt; nördliche Straßenhälfte in Wilstorf                                                                                          | Niedersachsenweg                                           |
| Pepers Seeg (53° 26′ 0″ N, 10° 0′ 5″ O)                | P065               | 0180                   | „seeg“ = „sickern“ als alte Quellbezeichnung, Peper der Name des Eigentümers, auf dessen Besitz diese Quelle lag                                                                         | 1932                | | Pepers Seeg                                                |
| Plaggenhieb (53° 25′ 42″ N, 9° 59′ 53″ O)              | P131               | 0405                   | nach der Plaggenhiebberechtigung für die Anwohner; als Plaggen bezeichnet man Heidestücke, die abgestochen („abgeplaggt“) werden                                                         | 1954                | westlicher Straßenteil im Verlauf des Friedhofs Langenbek in Sinstorf                                                                                             | Plaggenhieb                                                |
| Radickestraße (53° 26′ 20″ N, 10° 0′ 2″ O)             | R016               | 0220 (im Stadtteil)    | Gärtnerfamilie Radicke aus Rönneburg, die dort eine Gärtnerei betrieb | 1950                | nur südliche Straßenhälfte zwischen Vogtei- und Kanzlerstraße, ansonsten in Wilstorf                                                                              | Radickestraße, Blick von der Vogtei- zur Kanzlerstraße     |
| Reller (53° 26′ 2″ N, 10° 0′ 54″ O)                    | R147               | 0350                   | in Abwandlung von „Redder“ (Heckenweg) | 1920                | | Reller                                                     |
| Rellerstieg (53° 26′ 2″ N, 10° 0′ 46″ O)               | R420               | 0095                   | in Anlehnung an den Straßennamen Reller | 1979                | | Rellerstieg                                                |
| Rönneburger Freiheit (53° 25′ 53″ N, 10° 0′ 7″ O)      | R241               | 0590                   | frei gewählt durch einen Vorbesitzer; eine weitere Möglichkeit geht davon aus, dass es sich um Gemeindegebiet handelte, auf dem sich Bauern Baumaterialien zum Eigenbedarf holen konnten | 1950                | | Rönneburger Freiheit                                       |
| Rönneburger Kirchweg (53° 25′ 46″ N, 9° 59′ 24″ O)     | R242               | 0310 (im Stadtteil)    | nach dem Weg zur Sinstorfer Kirche | 1938                | westlicher Teil in Langenbek, teilweise auch in Sinstorf | Rönneburger Kirchweg                                       |
| Rönneburger Stieg (53° 25′ 51″ N, 9° 59′ 49″ O)        | R243               | 0250                   | in Anlehnung an die frühere, nichtamtliche Bezeichnung „Rönneburger Kirchsteig“ | 1954                | | Rönneburger Stieg                                          |
| Rotbergfeld (53° 26′ 6″ N, 10° 0′ 0″ O)                | R301               | 0870                   | nach einem alten Flurnamen | 1953                | | Rotbergfeld                                                |
| Rotbergkamp (53° 26′ 3″ N, 10° 0′ 5″ O)                | R403               | 0230                   | siehe Rotbergfeld | 1974                | | Rotbergkamp                                                |
| Rotbergstieg (53° 26′ 1″ N, 9° 59′ 56″ O)              | R436               | 0205                   | siehe Rotbergfeld | 1988                | | Rotbergstieg                                               |
| Vogteistraße (53° 26′ 9″ N, 10° 0′ 30″ O)              | V070               | 1550                   | nach dem Sitz der früheren Vogtei Höpen | 1932                | | Vogteistraße                                               |
| Vorderkamp (53° 26′ 25″ N, 10° 0′ 34″ O)               | D113               | 0460                   | in Anlehnung an den benachbarten Achterkamp | 1947                | nördliche Straßenhälfte des westlichen Teils in Wilstorf | Vorderkamp                                                 |
| Wagenwerkweg (53° 25′ 47″ N, 10° 1′ 28″ O)             | W012               | 0430 (im Stadtteil)    | nach dem dort gelegenen Wagenwerk der Deutschen Bundesbahn | 1952                | verläuft über die Landesgrenze hinaus weiter nach Meckelfeld im niedersächsischen Landkreis Harburg                                                               | Wagenwerkweg                                               |
| Wasmerstraße (53° 26′ 42″ N, 10° 0′ 10″ O)             | W083               | 0175 (im Stadtteil)    | Detlef Friedrich Wulff Benedictus von Wasmer (1790–1874), Vorbesitzer des Gutes Kanzlerhof                                                                                               | 1900                | führte ursprünglich über die Eisenbahngleise, nach Abriss der Brücke auf Rönneburger Seite eine Sackgasse ohne Anwohner, Teil westlich der Bahngleise in Wilstorf | Wasmerstraße                                               |
| Wittheck (53° 26′ 3″ N, 10° 0′ 28″ O)                  | W342               | 0395                   | nach der Flurbezeichnung Wittich, bereits 1859 Vor dem Wiethick | 1932                | | Wittheck                                                   |